# Gaspard Caderousse
Gaspard Caderousse is een figuur in de roman De Graaf van Monte Cristo (1844) van Alexandre Dumas.
Het verhaal begint op 23 februari 1815.
Caderousse, een arme kleermaker van vijf- à zesentwintig, is in Marseille de buurman van Louis Dantès, de vader van Edmond Dantès. Caderousse komt Dantès begroeten als deze thuis is bij zijn vader. Dantès heeft zijn vader geld gegeven. Dit geld ligt open en bloot op tafel. Caderousse kan zijn ogen er maar niet vanaf houden.
Nadat Dantès naar zijn verloofde gaat, begeeft Caderousse zich naar een café waar hij Danglars ontmoet. Caderousse bestelt wijn en drinkt samen met Danglars en Fernando Mondego een glas. Caderousse drinkt echter veel en snel en is binnen korte tijd stomdronken. Hij is zo dronken dat hij niet doorheeft dat Fernand en Danglars een brief opstellen waarin Edmond Dantès ervan wordt beschuldigd een bonapartistisch agent te zijn. Caderousse laat merken het hier niet mee eens te zijn, doch hem wordt nog een glas wijn voorgeschoteld. Hij is de enige die openlijk zijn jaloezie toegeeft.
Ongeveer vijftien jaar later bezit Caderousse een herberg te Nîmes waar smokkelwaar wordt verhandeld en opgeslagen. Daar de grond voor de smokkelaars te heet onder de voeten werd, heeft Caderousse zijn herberg verplaatst van Nîmes naar de weg van Bellegarde naar Beaucaire. Caderousse is inmiddels getrouwd met La Carconte, een ziekelijke vrouw die lijdt aan malaria. Caderousse heeft een van de smokkelaars, Bertuccio genaamd, meerdere keren geholpen.
Op 3 juni 1829 komt de inmiddels uit zijn gevangenschap ontsnapte Dantès, vermomd als abbé Busoni, bij Caderousse. Caderousse vertelt zijn verhaal en laat weten oorspronkelijk uit Marseille te komen. De abbé vraagt Caderousse naar Edmond Dantès. Caderousse kent Dantès nog goed en vraagt wat er van hem is geworden. De abbé laat weten dat hij is gestorven onder de meest erbarmelijke omstandigheden. Busoni vraagt Caderousse waarom Dantès is gevangengenomen. Caderousse weet het zelf ook niet precies. Busoni probeert Caderousse aan te sporen door hem te vertellen dat Dantès in de gevangenis een diamant van een rijke Engelsman heeft gekregen. Deze diamant heeft Dantès op zijn beurt weer aan Busoni gegeven met het verzoek de opbrengst van de diamant te verdelen onder zijn drie goede vrienden, zijn verloofde en zijn vader. De diamant heeft een waarde van vijftigduizend francs. Caderousse antwoordt dat de vader inmiddels de hongerdood gestorven is. Voorts vertelt Caderousse het verhaal wat er toentertijd is gebeurd. Caderousse heeft spijt dat hij niet heeft ingegrepen omdat men hem dronken heeft gevoerd. Bang voor de reactie van zijn vrienden en de angst te praten over politiek heeft hem doen besluiten zijn mond te houden. Omdat Danglars en Fernand rijk zijn geworden, de vader van Edmond is overleden en zijn verloofde inmiddels is getrouwd, besluit Busoni de diamant alleen aan Caderousse te geven. Nadat Busoni vertrekt, laat Caderousse de diamant taxeren. In Beaucaire is op dat moment een kermis gaande en Caderousse gaat daarheen om een juwelier te zoeken.
Caderousse ontmoet daar juwelier Joannès en neemt hem mee naar de herberg. De diamant wordt getaxeerd en Caderousse verkoopt de diamant aan de juwelier. De juwelier wenst terug te gaan naar Beaucaire maar door het slechte en stormachtige weer is hij genoodzaakt te overnachten in de herberg. 's Nachts vermoordt Caderousse de juwelier met een mes en schiet hij ook zijn vrouw dood. Caderousse slaat vervolgens op de vlucht doch wordt na enkele maanden in het buitenland gevangengenomen en in Frankrijk veroordeeld tot levenslange dwangarbeid. In die periode leerde Caderousse Benedetto kennen. Zij zitten samen geketend aan de riemen. Vervolgens ontsnappen Caderousse en Benedetto met hulp van Edmond Dantès, nu vermomd als de Engelsman Lord Wilmore. Caderousse zal later "bij toeval" zijn voormalige kameraad Benedetto weer ontmoeten.
Caderousse ontdekt dat Benedetto wordt geprotegeerd door de graaf van Monte Cristo en thans Andrea burggraaf Cavalcanti heet. Benedetto vertelt hem dat hij dankzij Monte Cristo zijn "echte" vader heeft teruggevonden. Zijn echte vader heet Majoor Bartolomeo Cavalcanti. Benedetto is inmiddels door Monte Cristo geïntroduceerd in de hoogste kringen van Parijs. Benedetto staat op het punt te trouwen met Eugénie Danglars en is inmiddels in het bezit van een aanzienlijke rente. Uiteraard wenst Caderousse hier ook van te profiteren. Caderousse chanteert Benedetto vervolgens en eist een gedeelte van de rente die Benedetto van Monte Cristo krijgt.
De volgende avond plegen ze een inbraak in de woning van Monte Cristo aan de Champs-Elysées, waar het geld voor het opscheppen ligt. Benedetto blijft op de uitkijk staan. Caderousse snijdt het raam eruit en begeeft zich naar het kabinet en tracht dit te openen. Caderousse wordt herkend door Dantès, die inmiddels is gewaarschuwd door een anonieme brief en reeds stond te wachten, vermomd als de abbé Busoni.
Busoni groet Caderousse hartelijk en gaat direct voor het raam staan. Caderousse kan nergens meer heen. Hoewel het inmiddels 10 jaar geleden is, herkent Caderousse Busoni direct. Busoni vraagt of Caderousse Monte Cristo wil bestelen. Ontkennen helpt niet, want de glassnijder, de dievenlantaarn en de sleutelbos spreken vanzelf. Caderousse antwoordt dat hij wegens armoe besloten heeft in te breken. Busoni confronteert hem met de moord op de juwelier Joannès. Caderousse betuigt spijt en vraagt andermaal vergiffenis aan de abbé. Ook komt Benedetto ter sprake aangezien zij beiden het plan hebben beraamd. Volgens Caderousse is Lord Wilmore verantwoordelijk voor de vriendschap tussen hen. Caderousse gelooft dat Benedetto de zoon is geworden van Monte Cristo, nu Benedetto hem dit heeft verteld. Monte Cristo heeft voor Benedetto een valse vader gezocht en hem rente gegeven en een bedrag in het testament nagelaten. Caderousse noemt de naam van Benedetto als Andrea. Voor de abbé is dit reden dit te vertellen aan Danglars, nu Andrea op het punt staat te trouwen met de dochter van Danglars. Op dat moment steekt Caderousse zijn dolk in de borst van Busoni. Busoni had dat echter verwacht, hij draagt een maliënkolder onder zijn habijt en de dolk breekt. Caderousse wordt gedwongen een verklaring op te stellen en te ondertekenen. De verklaring stelt dat Caderousse en Andrea galeislaven waren en dat Andrea eigenlijk Benedetto heet en zijn werkelijke ouders niet kent. Deze verklaring dient naar Danglars te gaan. Vervolgens sommeert Busoni Caderousse Parijs te verlaten.
Caderousse verlaat de woning van Monte Cristo. Op dat moment is Caderousse zelf het slachtoffer van een moordaanslag; hij wordt door zijn partner Benedetto neergestoken. In een laatste krachtinspanning weet Caderousse de abbé te roepen. Deze snelt toe en weet van Caderousse andermaal een verklaring te krijgen. Deze verklaring wijst Benedetto aan als moordenaar van Caderousse. Tijdens de doodsstrijd van Caderousse komt het ware verhaal van de abbé aan het licht. Busoni laat weten dat hij dezelfde is als de graaf van Monte Cristo en Lord Wilmore en hij fluistert nog een andere naam. Caderousse, bleek van schrik, herkent Edmond Dantès en sterft vrijwel direct.

## Stamboom
| Louis Dantès     | Louis Dantès     | Louis Dantès     | Louis Dantès     | Louis Dantès                | Louis Dantès                |                             |                             |                             |                             |                                              |                                              | Ali Pasja                                    | Ali Pasja                                    | Ali Pasja                                    | Ali Pasja                                    | Ali Pasja      | Ali Pasja      |                       |                       | Vasiliki              | Vasiliki              | Vasiliki              | Vasiliki              | Vasiliki         | Vasiliki         |                  |                  |                  |                  |  |  |                    |                    |                     |                     |                     |                     |                       |                       |                       |                       |                       |                       |                      |                      |                      |                      | Rode streep: Personen waarop de wraak is gericht | Rode streep: Personen waarop de wraak is gericht | Rode streep: Personen waarop de wraak is gericht | Rode streep: Personen waarop de wraak is gericht | Rode streep: Personen waarop de wraak is gericht | Rode streep: Personen waarop de wraak is gericht |                       |                       | Gele streep: Overige vijanden, slechteriken | Gele streep: Overige vijanden, slechteriken | Gele streep: Overige vijanden, slechteriken | Gele streep: Overige vijanden, slechteriken | Gele streep: Overige vijanden, slechteriken | Gele streep: Overige vijanden, slechteriken |               |               | Groene streep: Vrienden | Groene streep: Vrienden | Groene streep: Vrienden | Groene streep: Vrienden | Groene streep: Vrienden | Groene streep: Vrienden |                    |                    |                    |                    |  |  |                   |                   |                   |                   |                   |                   |  |  |  |  |  |  |
| Louis Dantès     | Louis Dantès     | Louis Dantès     | Louis Dantès     | Louis Dantès                | Louis Dantès                |                             |                             |                             |                             |                                              |                                              | Ali Pasja                                    | Ali Pasja                                    | Ali Pasja                                    | Ali Pasja                                    | Ali Pasja      | Ali Pasja      |                       |                       | Vasiliki              | Vasiliki              | Vasiliki              | Vasiliki              | Vasiliki         | Vasiliki         |                  |                  |                  |                  |  |  |                    |                    |                     |                     |                     |                     |                       |                       |                       |                       |                       |                       |                      |                      |                      |                      | Rode streep: Personen waarop de wraak is gericht | Rode streep: Personen waarop de wraak is gericht | Rode streep: Personen waarop de wraak is gericht | Rode streep: Personen waarop de wraak is gericht | Rode streep: Personen waarop de wraak is gericht | Rode streep: Personen waarop de wraak is gericht |                       |                       | Gele streep: Overige vijanden, slechteriken | Gele streep: Overige vijanden, slechteriken | Gele streep: Overige vijanden, slechteriken | Gele streep: Overige vijanden, slechteriken | Gele streep: Overige vijanden, slechteriken | Gele streep: Overige vijanden, slechteriken |               |               | Groene streep: Vrienden | Groene streep: Vrienden | Groene streep: Vrienden | Groene streep: Vrienden | Groene streep: Vrienden | Groene streep: Vrienden |                    |                    |                    |                    |  |  |                   |                   |                   |                   |                   |                   |  |  |  |  |  |  |
|                  |                  |                  |                  |                             |                             |                             |                             |                             |                             |                                              |                                              |                                              |                                              |                                              |                                              |                |                |                       |                       |                       |                       |                       |                       |                  |                  |                  |                  |                  |                  |  |  |                    |                    |                     |                     |                     |                     |                       |                       |                       |                       |                       |                       |                      |                      |                      |                      |                                                  |                                                  |                                                  |                                                  |                                                  |                                                  |                       |                       |                                             |                                             |                                             |                                             |                                             |                                             |               |               |                         |                         |                         |                         |                         |                         |                    |                    |                    |                    |  |  |                   |                   |                   |                   |                   |                   |  |  |  |  |  |  |
|                  |                  |                  |                  | Edmond Dantès, hoofdpersoon | Edmond Dantès, hoofdpersoon | Edmond Dantès, hoofdpersoon | Edmond Dantès, hoofdpersoon | Edmond Dantès, hoofdpersoon | Edmond Dantès, hoofdpersoon | ←misschien seksuele relatie, later getrouwd→ | ←misschien seksuele relatie, later getrouwd→ | ←misschien seksuele relatie, later getrouwd→ | ←misschien seksuele relatie, later getrouwd→ | ←misschien seksuele relatie, later getrouwd→ | ←misschien seksuele relatie, later getrouwd→ | Haydée         | Haydée         | Haydée                | Haydée                | Haydée                | Haydée                |                       |                       |                  |                  |                  |                  |                  |                  |  |  |                    |                    | Marquis de St-Méran | Marquis de St-Méran | Marquis de St-Méran | Marquis de St-Méran | Marquis de St-Méran   | Marquis de St-Méran   |                       |                       | Marquise de St-Méran  | Marquise de St-Méran  | Marquise de St-Méran | Marquise de St-Méran | Marquise de St-Méran | Marquise de St-Méran |                                                  |                                                  | Noirtier de Villefort                            | Noirtier de Villefort                            | Noirtier de Villefort                            | Noirtier de Villefort                            | Noirtier de Villefort | Noirtier de Villefort |                                             |                                             |                                             |                                             |                                             |                                             | Pierre Morrel | Pierre Morrel | Pierre Morrel           | Pierre Morrel           | Pierre Morrel           | Pierre Morrel           |                         |                         |                    |                    |                    |                    |  |  |                   |                   |                   |                   |                   |                   |  |  |  |  |  |  |
|                  |                  |                  |                  | Edmond Dantès, hoofdpersoon | Edmond Dantès, hoofdpersoon | Edmond Dantès, hoofdpersoon | Edmond Dantès, hoofdpersoon | Edmond Dantès, hoofdpersoon | Edmond Dantès, hoofdpersoon | ←misschien seksuele relatie, later getrouwd→ | ←misschien seksuele relatie, later getrouwd→ | ←misschien seksuele relatie, later getrouwd→ | ←misschien seksuele relatie, later getrouwd→ | ←misschien seksuele relatie, later getrouwd→ | ←misschien seksuele relatie, later getrouwd→ | Haydée         | Haydée         | Haydée                | Haydée                | Haydée                | Haydée                |                       |                       |                  |                  |                  |                  |                  |                  |  |  |                    |                    | Marquis de St-Méran | Marquis de St-Méran | Marquis de St-Méran | Marquis de St-Méran | Marquis de St-Méran   | Marquis de St-Méran   |                       |                       | Marquise de St-Méran  | Marquise de St-Méran  | Marquise de St-Méran | Marquise de St-Méran | Marquise de St-Méran | Marquise de St-Méran |                                                  |                                                  | Noirtier de Villefort                            | Noirtier de Villefort                            | Noirtier de Villefort                            | Noirtier de Villefort                            | Noirtier de Villefort | Noirtier de Villefort |                                             |                                             |                                             |                                             |                                             |                                             | Pierre Morrel | Pierre Morrel | Pierre Morrel           | Pierre Morrel           | Pierre Morrel           | Pierre Morrel           |                         |                         |                    |                    |                    |                    |  |  |                   |                   |                   |                   |                   |                   |  |  |  |  |  |  |
|                  |                  |                  |                  |                             |                             | ↑verbroken verloving↓       |                             |                             |                             |                                              |                                              |                                              |                                              |                                              |                                              |                |                |                       |                       |                       |                       |                       |                       |                  |                  |                  |                  |                  |                  |  |  |                    |                    |                     |                     |                     |                     |                       |                       |                       |                       |                       |                       |                      |                      |                      |                      |                                                  |                                                  |                                                  |                                                  |                                                  |                                                  |                       |                       |                                             |                                             |                                             |                                             |                                             |                                             |               |               |                         |                         |                         |                         |                         |                         |                    |                    |                    |                    |  |  |                   |                   |                   |                   |                   |                   |  |  |  |  |  |  |
| Fernando Mondego | Fernando Mondego | Fernando Mondego | Fernando Mondego | Fernando Mondego            | Fernando Mondego            |                             |                             | Mercedes                    | Mercedes                    | Mercedes                                     | Mercedes                                     | Mercedes                                     | Mercedes                                     |                                              |                                              | Baron Danglars | Baron Danglars | Baron Danglars        | Baron Danglars        | Baron Danglars        | Baron Danglars        |                       |                       | Hermine Danglars | Hermine Danglars | Hermine Danglars | Hermine Danglars | Hermine Danglars | Hermine Danglars |  |  | Flavien de Quesnel | Flavien de Quesnel | Flavien de Quesnel  | Flavien de Quesnel  | Flavien de Quesnel  | Flavien de Quesnel  |                       |                       | Renée de Saint-Méran  | Renée de Saint-Méran  | Renée de Saint-Méran  | Renée de Saint-Méran  | Renée de Saint-Méran | Renée de Saint-Méran |                      |                      |                                                  |                                                  | Gérard de Villefort                              | Gérard de Villefort                              | Gérard de Villefort                              | Gérard de Villefort                              | Gérard de Villefort   | Gérard de Villefort   |                                             |                                             | Héloïse                                     | Héloïse                                     | Héloïse                                     | Héloïse                                     | Héloïse       | Héloïse       |                         |                         |                         |                         | Gaspard Caderousse      | Gaspard Caderousse      | Gaspard Caderousse | Gaspard Caderousse | Gaspard Caderousse | Gaspard Caderousse |  |  | La Carconte       | La Carconte       | La Carconte       | La Carconte       | La Carconte       | La Carconte       |  |  |  |  |  |  |
| Fernando Mondego | Fernando Mondego | Fernando Mondego | Fernando Mondego | Fernando Mondego            | Fernando Mondego            |                             |                             | Mercedes                    | Mercedes                    | Mercedes                                     | Mercedes                                     | Mercedes                                     | Mercedes                                     |                                              |                                              | Baron Danglars | Baron Danglars | Baron Danglars        | Baron Danglars        | Baron Danglars        | Baron Danglars        |                       |                       | Hermine Danglars | Hermine Danglars | Hermine Danglars | Hermine Danglars | Hermine Danglars | Hermine Danglars |  |  | Flavien de Quesnel | Flavien de Quesnel | Flavien de Quesnel  | Flavien de Quesnel  | Flavien de Quesnel  | Flavien de Quesnel  |                       |                       | Renée de Saint-Méran  | Renée de Saint-Méran  | Renée de Saint-Méran  | Renée de Saint-Méran  | Renée de Saint-Méran | Renée de Saint-Méran |                      |                      |                                                  |                                                  | Gérard de Villefort                              | Gérard de Villefort                              | Gérard de Villefort                              | Gérard de Villefort                              | Gérard de Villefort   | Gérard de Villefort   |                                             |                                             | Héloïse                                     | Héloïse                                     | Héloïse                                     | Héloïse                                     | Héloïse       | Héloïse       |                         |                         |                         |                         | Gaspard Caderousse      | Gaspard Caderousse      | Gaspard Caderousse | Gaspard Caderousse | Gaspard Caderousse | Gaspard Caderousse |  |  | La Carconte       | La Carconte       | La Carconte       | La Carconte       | La Carconte       | La Carconte       |  |  |  |  |  |  |
|                  |                  |                  |                  |                             |                             |                             |                             |                             |                             |                                              |                                              |                                              |                                              |                                              |                                              |                |                |                       |                       |                       |                       |                       |                       |                  |                  |                  |                  |                  |                  |  |  |                    |                    |                     |                     |                     |                     |                       |                       |                       |                       |                       |                       |                      |                      |                      |                      |                                                  |                                                  |                                                  |                                                  |                                                  |                                                  |                       |                       |                                             |                                             |                                             |                                             |                                             |                                             |               |               |                         |                         |                         |                         |                         |                         |                    |                    |                    |                    |  |  |                   |                   |                   |                   |                   |                   |  |  |  |  |  |  |
|                  |                  |                  |                  |                             |                             |                             |                             |                             |                             |                                              |                                              |                                              |                                              |                                              |                                              |                |                |                       |                       |                       |                       |                       |                       |                  |                  |                  |                  |                  |                  |  |  |                    |                    |                     |                     |                     |                     |                       |                       |                       |                       |                       |                       |                      |                      |                      |                      |                                                  |                                                  |                                                  |                                                  |                                                  |                                                  |                       |                       |                                             |                                             |                                             |                                             |                                             |                                             |               |               |                         |                         |                         |                         |                         |                         |                    |                    |                    |                    |  |  |                   |                   |                   |                   |                   |                   |  |  |  |  |  |  |
| Albert           | Albert           | Albert           | Albert           | Albert                      | Albert                      | ←verbroken verloving→       | ←verbroken verloving→       | ←verbroken verloving→       | ←verbroken verloving→       | ←verbroken verloving→                        | ←verbroken verloving→                        | Eugénie                                      | Eugénie                                      | Eugénie                                      | Eugénie                                      | Eugénie        | Eugénie        | ←verbroken verloving→ | ←verbroken verloving→ | ←verbroken verloving→ | ←verbroken verloving→ | ←verbroken verloving→ | ←verbroken verloving→ | Benedetto Andrea | Benedetto Andrea | Benedetto Andrea | Benedetto Andrea | Benedetto Andrea | Benedetto Andrea |  |  | Franz d'Épinay     | Franz d'Épinay     | Franz d'Épinay      | Franz d'Épinay      | Franz d'Épinay      | Franz d'Épinay      | ←verbroken verloving→ | ←verbroken verloving→ | ←verbroken verloving→ | ←verbroken verloving→ | ←verbroken verloving→ | ←verbroken verloving→ | Valentine            | Valentine            | Valentine            | Valentine            | Valentine                                        | Valentine                                        |                                                  |                                                  | Maximilien Morrel                                | Maximilien Morrel                                | Maximilien Morrel     | Maximilien Morrel     | Maximilien Morrel                           | Maximilien Morrel                           |                                             |                                             | Édouard                                     | Édouard                                     | Édouard       | Édouard       | Édouard                 | Édouard                 |                         |                         | Julie                   | Julie                   | Julie              | Julie              | Julie              | Julie              |  |  | Emmanuel Herbault | Emmanuel Herbault | Emmanuel Herbault | Emmanuel Herbault | Emmanuel Herbault | Emmanuel Herbault |  |  |  |  |  |  |
| Albert           | Albert           | Albert           | Albert           | Albert                      | Albert                      | ←verbroken verloving→       | ←verbroken verloving→       | ←verbroken verloving→       | ←verbroken verloving→       | ←verbroken verloving→                        | ←verbroken verloving→                        | Eugénie                                      | Eugénie                                      | Eugénie                                      | Eugénie                                      | Eugénie        | Eugénie        | ←verbroken verloving→ | ←verbroken verloving→ | ←verbroken verloving→ | ←verbroken verloving→ | ←verbroken verloving→ | ←verbroken verloving→ | Benedetto Andrea | Benedetto Andrea | Benedetto Andrea | Benedetto Andrea | Benedetto Andrea | Benedetto Andrea |  |  | Franz d'Épinay     | Franz d'Épinay     | Franz d'Épinay      | Franz d'Épinay      | Franz d'Épinay      | Franz d'Épinay      | ←verbroken verloving→ | ←verbroken verloving→ | ←verbroken verloving→ | ←verbroken verloving→ | ←verbroken verloving→ | ←verbroken verloving→ | Valentine            | Valentine            | Valentine            | Valentine            | Valentine                                        | Valentine                                        |                                                  |                                                  | Maximilien Morrel                                | Maximilien Morrel                                | Maximilien Morrel     | Maximilien Morrel     | Maximilien Morrel                           | Maximilien Morrel                           |                                             |                                             | Édouard                                     | Édouard                                     | Édouard       | Édouard       | Édouard                 | Édouard                 |                         |                         | Julie                   | Julie                   | Julie              | Julie              | Julie              | Julie              |  |  | Emmanuel Herbault | Emmanuel Herbault | Emmanuel Herbault | Emmanuel Herbault | Emmanuel Herbault | Emmanuel Herbault |  |  |  |  |  |  |